# 弗拉基米尔·赖菲克什特
弗拉基米尔·费奥多罗维奇·赖菲克什特（羅馬化：Vladimir Fyodorovich Rayfikesht；1951年4月15日—）是俄罗斯政治人物，第一任阿尔泰边疆区行政长官。在1990年至1993年间，他也担任俄罗斯人民代表大会代表。